# سوسن أرشيد
سوسن أرشيد (من مواليد 12 يوليو 1979 -)، هي ممثلة سورية.

## حياتها
وُلدت في سانت بطرسبرغ بروسيا لأب سوري من الطائفة الدرزية وأم روسية مسيحية، وتحمل الجنسية الروسية عن طريق والدتها. منذ الصغر، شجعتها والدتها على المشاركة في الأنشطة الفنية المدرسية. تخرجت من المدرسة الثانوية عام 1996، ثم درست العلوم التجارية مع تخصص في إدارة الأعمال. قبل أن تُكمل دراستها في كلية التجارة، التحقت بالمعهد العالي للفنون المسرحية، حيث تخصصت في الإخراج والتمثيل.
انطلقت مسيرتها الفنية عام 2004، قبل تخرجها من المعهد بسنة، من خلال مشاركتها في الفيلم القصير «عن الحب» من تأليف عبد اللطيف عبد الحميد وإخراج وليد حريب. كما شاركت في مسلسل «مرايا» الذي أخرجه سيف الدين سبيعي، حيث أدّت لوحة بعنوان «معرض الأمهات». بعد تخرجها، شاركت سوسن أرشيد في أربعة مسلسلات درامية هي: «ملوك الطوائف»، «قرن الماعز»، «أحقاد خفية»، و«خلف القضبان».
كانت انطلاقتها الفعلية في عالم الفن من خلال تجسيد شخصية «إيمان» في مسلسل «الراية» للكاتبين حسن سامي يوسف ونجيب نصير، ومن إخراج مروان بركات، إلى جانب مشاركتها في مسلسلي «ملح الحياة» و«السراب». في عام 2008، ابتعدت عن الشاشة لمدة عامين بسبب عملها في شبكة أوربت الإعلامية المشفرة، التي لم تعرض أعمالها على القنوات الأخرى، إضافة إلى تكريسها وقتًا كبيرًا للاعتناء بولدها المولود.
في عام 2010، فاجأت الجمهور بأدوارها الجريئة في مسلسلي «تخت شرقي» و«الخبز الحرام»، حيث قدمت شخصيات جديدة تعتمد على الإثارة، مما عرضها لانتقادات واسعة. وفي إحدى مقابلاتها الصحفية، عبّرت عن حبها لتجسيد الأدوار المركبة التي تثير مشاعرها، كما رأت أن أدوار الإعاقة تمنح الفنان فرصة للإبداع. واستمرت في إظهار إبداعها من خلال دور الأميرة جشم هانم في مسلسل «سرايا عابدين» إلى جانب قصي خولي.

### حياتها الأسرية
تزوجت للمرة الأولى من الممثل غزوان الصفدي وانفصلت عنه لاحقاً تزوجت عام 2004 من الفنان مكسيم خليل ورزقت منه بولدين جاد عام 2010 ولوكاس عام 2016 

### موقفها السياسي من الثورة السورية
في مارس 2014 أعلنت موقفها الداعم للمعارضة السورية ضد نظام البعث السوري برئاسة بشار الأسد. في عام 2015 أدرج اسمها واسم زوجها مكسيم، على قوائم المطلوبين التي وضعها السلطات السورية. وصدرت مذكرة اعتقال بحقها، الأولى صادرة عن الاستخبارات العامة والثانية صادرة عن الأمن السياسي.

## أعمالها

### في السينما
- (2004): عن الحب - فيلم قصير.
- (2013): حبيبي الأخير
- (2018): يوم أضعت ظلي

### التلفزيون
- (2001): أيام اللولو-الجزء الثاني.
- (2001): سر الكنز.
- (2004): مدينة المعلومات.
- (2004): أنا وأربع بنات.
- (2005): ملوك الطوائف.
- (2005): قرن الماعز
- فارس بني مروان
- (2005): أحقاد خفية.
- (2005): خلف القضبان.
- (2006): على طول الأيام.
- (2006): مرايا 2006.
- (2007): القضية 6008.
- (2007): مشاريع صغيرة.
- (2007): كسر الخواطر.
- (2007): زمن الخوف.
- (2008): رائحة المطر.
- (2008): هيك تجوزنا.
- (2008): جمال الروح.
- (2008): أقارب وثعالب.
- (2008): الحصرم الشامي - الجزء الثاني.
- (2008): أولاد القيمرية -الجزء الأول.
- (2008): أنت مين.
- (2008): عن الخوف والعزلة.
- (2009): أقارب وثعالب.
- (2009): فنجان الدم.
- (2009): مايا.
- (2010): بقعة ضوء - الجزء السابع.
- (2010): الخبز الحرام.
- (2010): قيود الروح.
- (2010): تخت شرقي.
- (2011): السراب.
- (2011): ملح الحياة.
- (2014): سرايا عابدين - الجزء الأول
- (2015): سرايا عابدين - الجزء الثاني.
- (2015): وجوه وأماكن-(وقت مستقطع)
- (2023): ابتسم أيها الجنرال

## الجوائز
- كندا: جائزة أفضل ممثلة عن دورها في فيلم «يوم أضعت ظلي»، في مهرجان فانكوفر بكندا عام 2019[4]

## روابط خارجية
- سوسن أرشيد على موقع IMDb (الإنجليزية)
- سوسن أرشيد على موقع روتن توميتوز (الإنجليزية)
- سوسن أرشيد على موقع قاعدة بيانات الأفلام العربية
- سوسن أرشيد على موقع قاعدة بيانات الفيلم (الإنجليزية)